# エスパルゴス
エスパルゴス（ポルトガル語: Espargos はアスパラガスの意）は、カーボベルデのサル島およびサル自治体の首都及び主要商業中心地である。市は島の心臓部に立地している。
この市がエスパルゴス（Espargos：アスパラガス）と名付けられた理由は、島のあちこちにある砂地に育つ茎に黄色い花をつける野生のアスパラガスにちなむということである。

## 地理
エスパルゴスの最高地点は標高109.6mのモンテ・クラルで、レーダー監視所と空港の管制塔が位置している。アミルカル・カブラル国際空港が市の中心部の南西に直接立地している。カーボベルデ・エクスプレスの本社事務所が空港に位置している。2車線の国道EN1-SL01がエスパルゴスを、島の南にあるサンタ・マリアと繋いでいる。他の国道も、ペドラ・デ・ルーメとパルメイラと繋いでいる。
統計上の目的のために、エスパルゴス市は24の地区（lugares）に分割されている。それらの中で最も人口が多いのは、アフリカ70、バイロ・ノヴォ1、バイロ・ノヴォ2（リベイラ・ドズ）、チャン・デ・マティアス、オルテラン・デ・バイショ、オルテラン・デ・シーマ、プレギサ、リベイラ・フンダ。

## 歴史

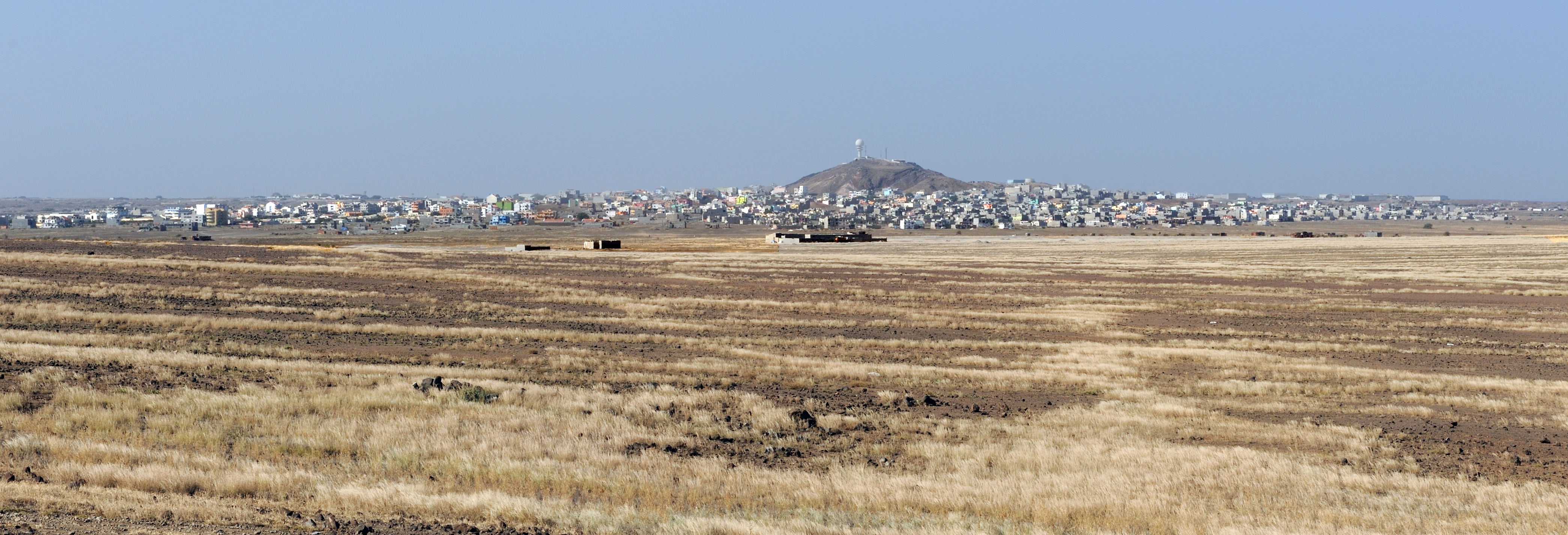
エスパルゴスの西からのパノラマ式の眺め

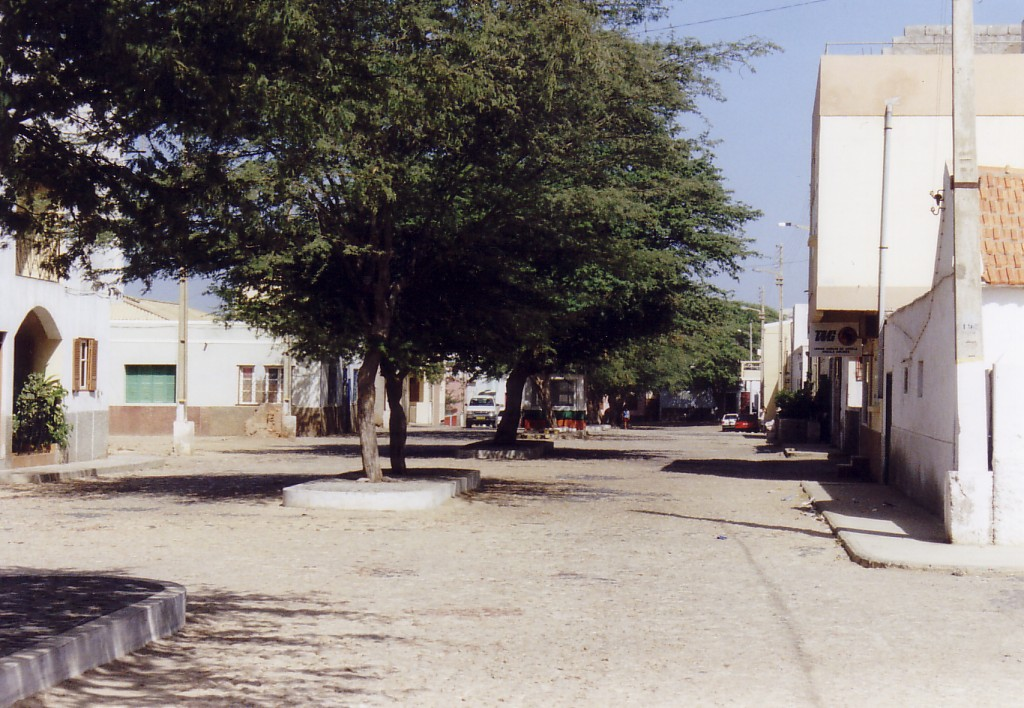
エスパルゴスの街路の1本

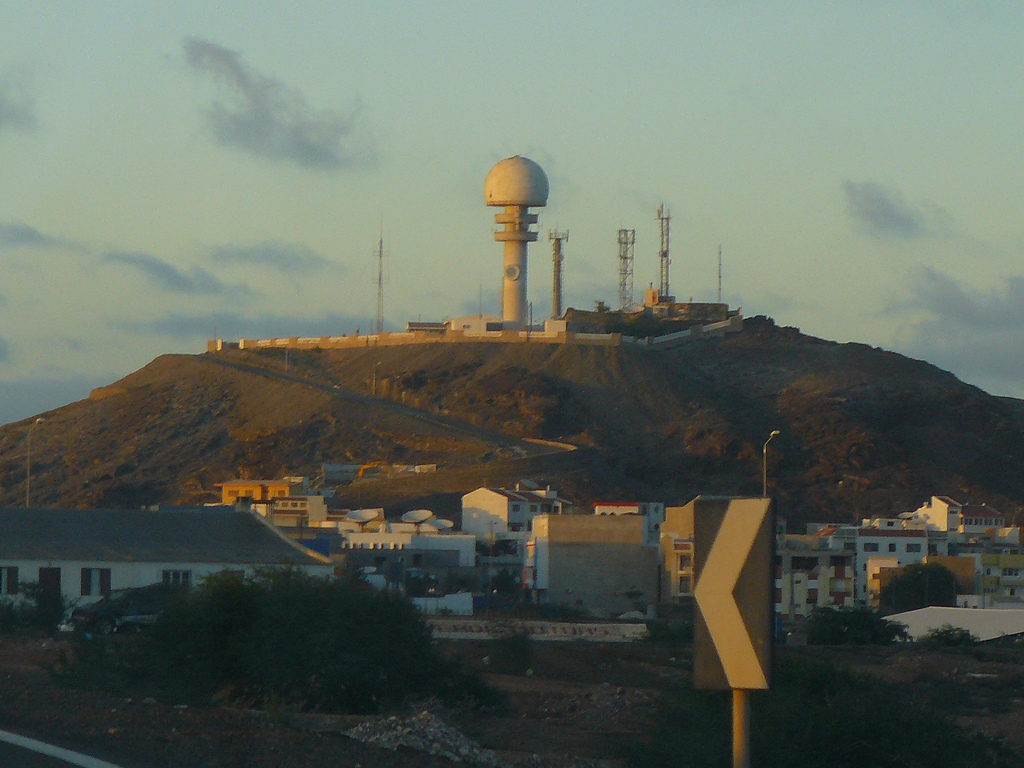
空港レーダーのあるモンテ・クラルとエスパルゴスの街

エスパルゴスの発展は、1939年の空港の建設とともに始まった。イタリアのベニト・ムッソリーニ政権は、ポルトガルの植民地当局によって、ヨーロッパ－南アメリカ間の航空便提供のための経由空港の建設を始めるための委任権を承認され、非常に簡易なプレハブ設備が建てられた。第2次世界大戦の結果として、空港建設計画におけるイタリアの関与は終わった。1945年には、ポルトガルがイタリアから空港設備を購入、1949年までには空港は完全に運用可能な施設であった。小さな家々が空港に隣接したあちこちの区域に建てられた。サン・ニコラウ島からの労働者が、彼らの出身島にある港町にちなんでその民間人区域を「プレギサ」と名付けた。2010年には、エスパルゴスは町（タウン）から市（シティ）に昇格した。

## 人口動態
| 年                | 人口   |
| ----------------- | ------ |
| 1990 （センサス） | 5,778  |
| 2000 （センサス） | 5,456  |
| 2010 （センサス） | 17,081 |